# Höllenbach (Main)
Der Höllenbach ist ein gut neun Kilometer langer, rechter und nördlicher Zufluss des Mains im Landkreis Schweinfurt und in der kreisfreien Stadt Schweinfurt in Bayern.

## Geographie

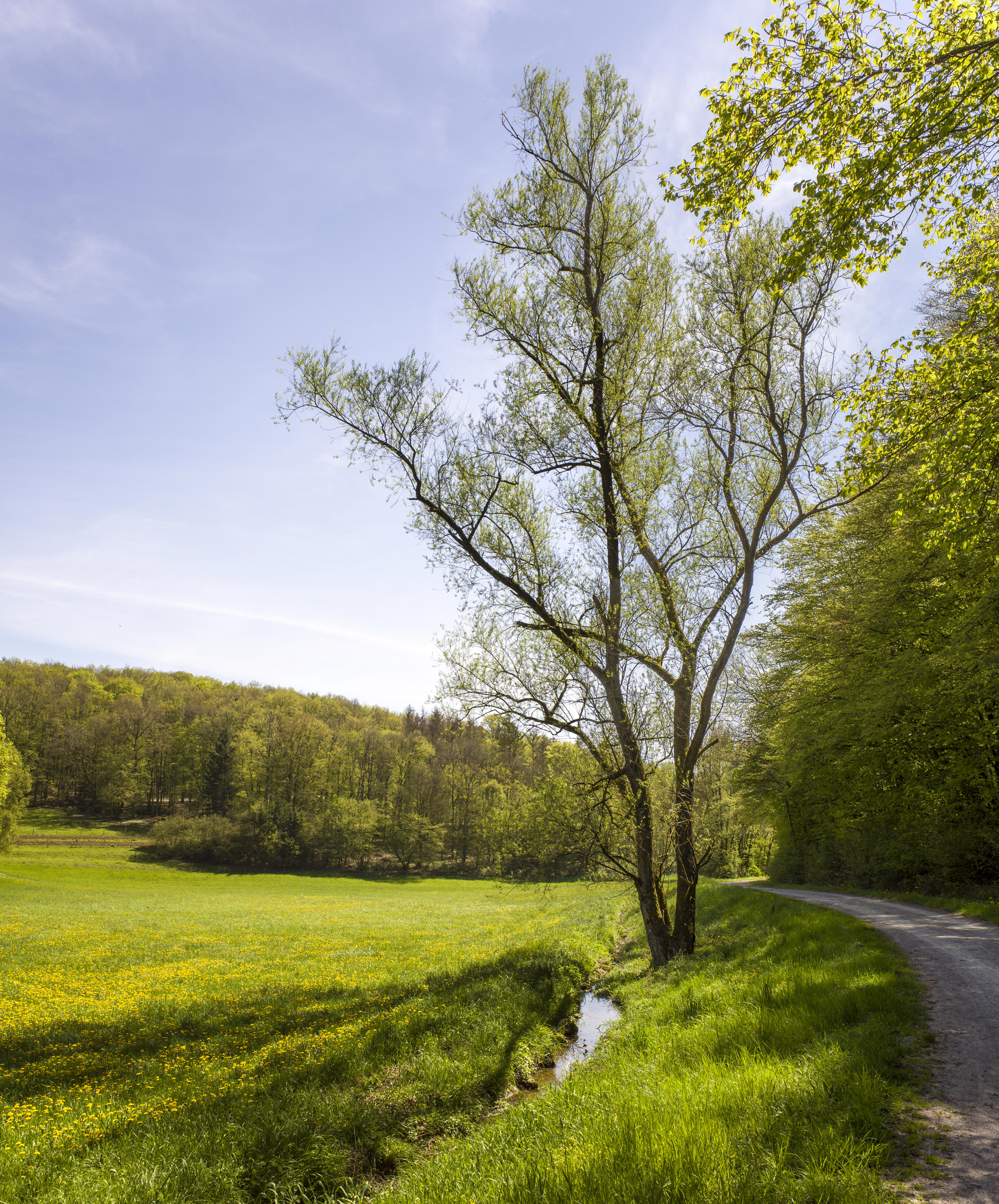
Höllenbach im Norden des LSG Üchtelhäuser Grund

### Übersicht
Der Höllenbach fließt durch den südwestlichen Teil der Schweinfurter Rhön (Hesselbacher Waldland) in südwestsüdlicher Hauptrichtung zum Main. Im unteren Drittel fließt er durch den östlichen Rand des Schweinfurter Stadtgebietes.

### Quelle und Oberlauf
Der Höllenbach entspringt auf einer Höhe von 401 m ü. NHN am kleinen Hoppachshofer See in Hoppachshof, einem Ortsteil der Gemeinde Üchtelhausen. Der Bach verlässt den Teich unterirdisch verrohrt und taucht am Ortsrand wieder auf. Er fließt nun durch Felder und Wiesen in Richtung Südwesten, unterquert dann die Kreisstraße SW 5 (Thomashöfer Straße) und läuft dann südlich am Weiler Thomashof vorbei. Er betritt dort den Laubwald und fließt zwischen den Hängen der Waldfluren Thomasschlag und Bibershecke auf  seiner linken und der Flur Stückschlag auf der rechten Seite. Er führt hier nur intermittierend Wasser. Er läuft dann durch den Hoppachs Grundgraben am bewaldeten Hang des Äußeren dicken Berges entlang und zieht kurz danach westlich am Fuchsberg  vorbei.

### Üchtelhäuser Grund

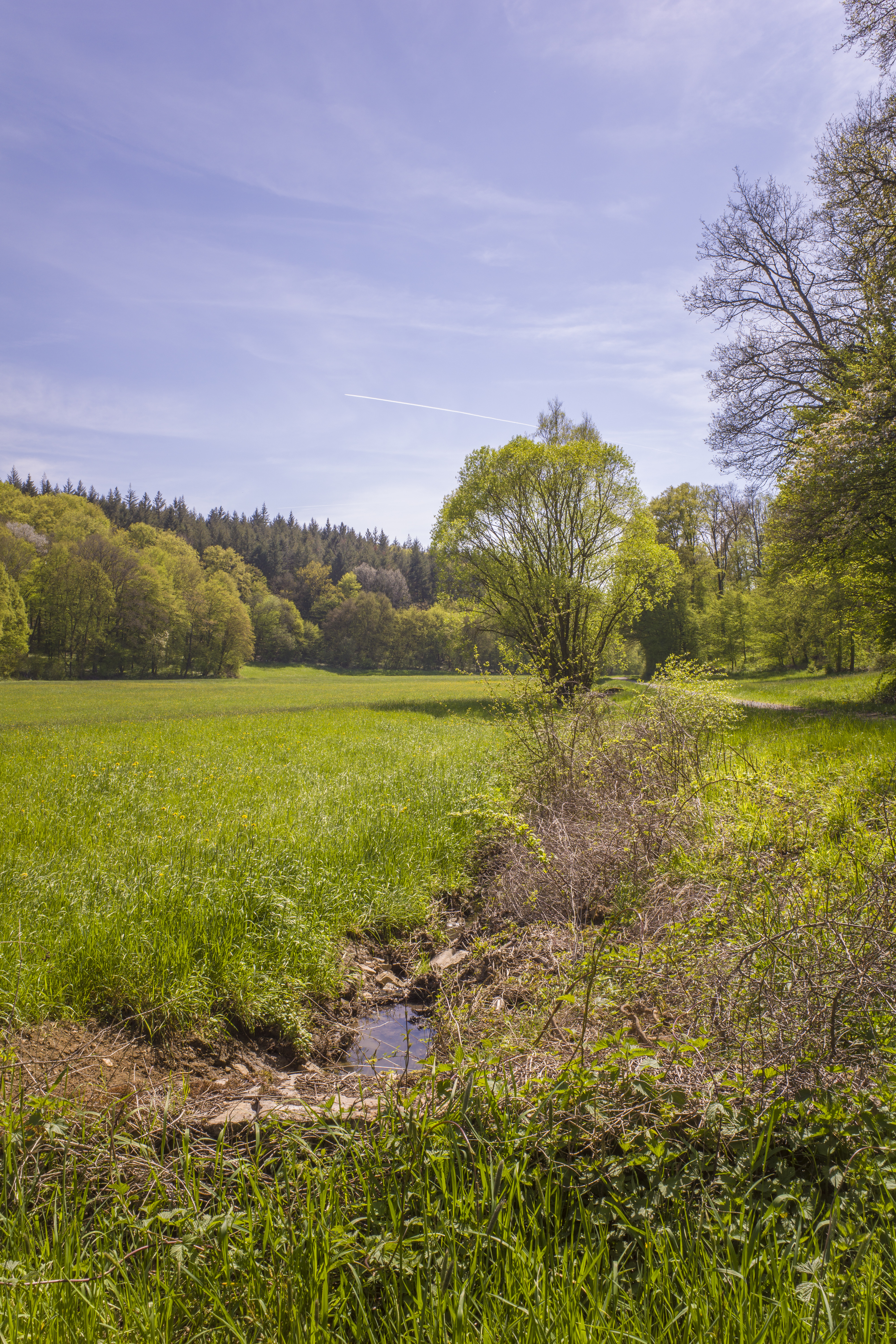
Höllenbach in der Mitte des LSG Üchtelhäuser Grund

Der Höllenbach durchquert unterirdisch Üchtelhausen und taucht am Südrand des Ortes wieder an der Oberfläche auf. Gleich darauf wird er auf seiner linken Seite durch den Abfluss des Rossbrunnens gespeist. Der Bach fließt nun durch ein tief in das Hesselbacher Waldland eingeschnittenes Tal, den von Laubwald umsäumten Üchtelhäuser Grund östlich des Schweinfurter Stadtwaldes. Zunächst fließt er am westlichen Rand des Wiesengrundes entlang, der in neuerer Zeit auch landwirtschaftlich genutzt wurde. Er passiert hier den östlich gelegenen Dicken Berg,  wechselt dann zur Ostseite des Grundes und betritt kurz danach das Gebiet der Stadt Schweinfurt. Er markiert in diesem Bereich für eine kurze Strecke die Grenze zur Nachbargemeinde Schonungen.

### Höllental

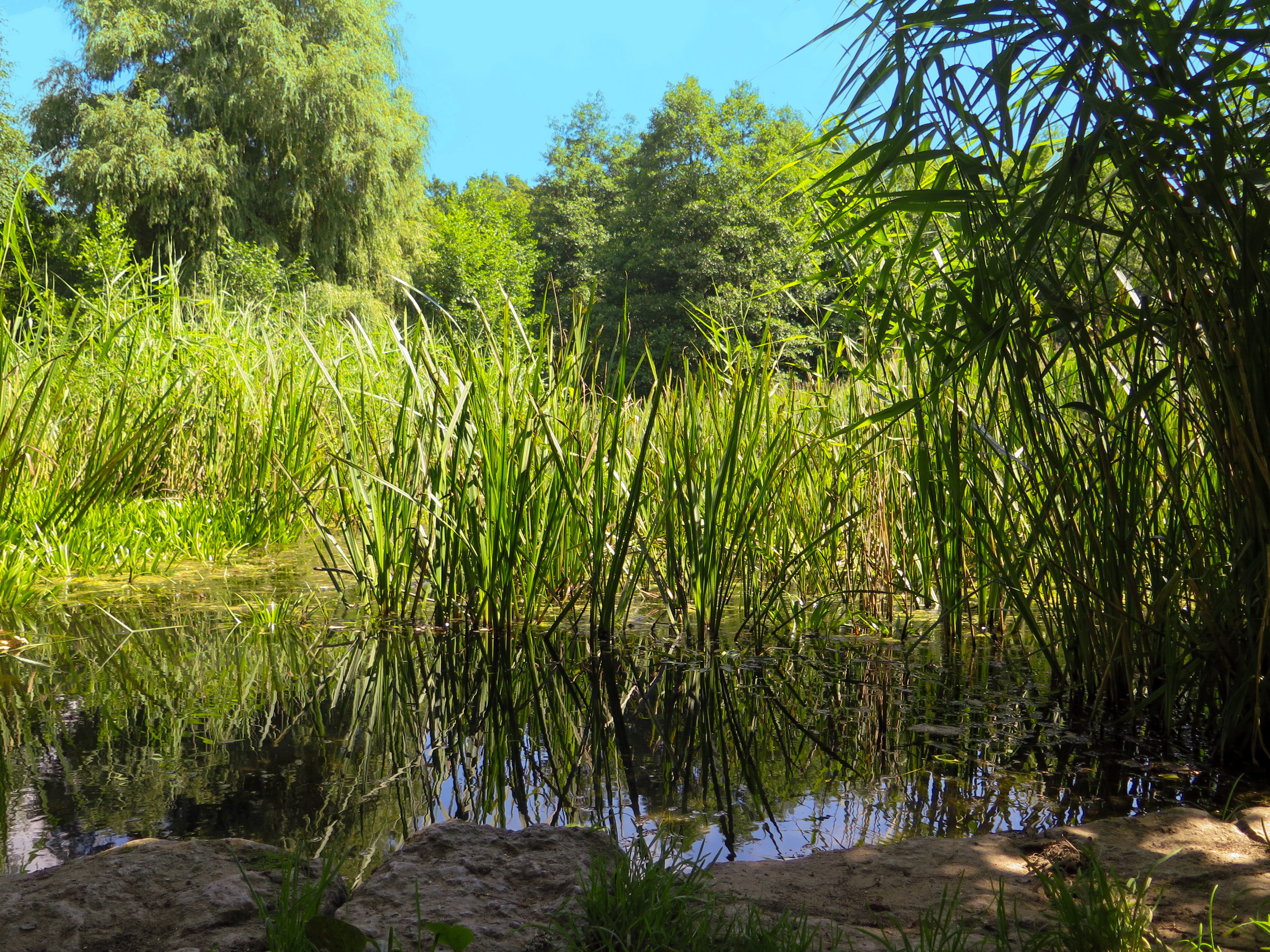
Höllental. Biotop am Hexenbrünnle, unterhalb des Brambergs

Ebenda

Kurz nach der Schweinfurter Stadtgrenze verbreitert sich der Üchtelhäuser Grund zum Höllental, einem traditionellen Schweinfurter Naherholungsgebiet. Es säumt den östlichen Rand des bebauten Stadtgebietes. Die westlichen Talhänge sind nun flacher und vorwiegend unbewaldet. Die östlichen Hänge des Hainbergs sind weiterhin steil, bewaldet, werden aber nun von Rodungen durchschnitten, auf denen einst Weinberge lagen (siehe: untere Karte und Einstger Weinbau). Das Höllental wurde zwischen den 1920er und 1950er Jahren durch eine wilde Stadtrand-Bebauung streubesiedelt.
Der Höllenbach läuft hier zunächst auf 2 km am Stadtteil Deutschhof entlang. Er passiert dabei die östliche Rodung Im Grund und kurz danach die zweite östliche Rodung Am Bramberg. Der Bach läuft hier an einem Biotop vorbei und wird kurz danach vom Hexenbrünnle gespeist und 200 Meter danach auf selber Talseite von einer weiteren Quelle in der Waldabteilung Spitalgarten.
Der Höllenbach zieht nun südwestwärts durch das Höllental, begleitet von der gleichnamigen Straße und passiert hier zwei westlich gelegene, höhere Bereiche, die zum Stadtteil Deutschhof gehören: den Deutschfeldfriedhof und das Wohnviertel Zeilbaum. Das Tal wurde hier in den 1970er Jahren zu einem naturnahen Naherholungsgebiet umgestaltet, mit integrierten Hochwasserpoldern.
Nach dem westlichen Talhang Rothbühl wendet der Höllenbach sich wieder nach Süden und läuft nun am westlich gelegenen Nordöstlichen Stadtteil entlang. Der Bach passiert hier am östlichen Hang die Lettenleite, mit zwei nicht mehr genutzten Steinbrüchen, heute ein Geotop (siehe: Landschaftsschutzgebiet der Mainleite im Bereich der Stadt Schweinfurt und des Landkreises Schweinfurt). Der Flurname Letten leitet sich vom mittelhochdeutschen lëtte ab, was „Lehm, Mergel, Tonerde“ bedeutet, was auf die Geologie der Lettenleite hinweist, mit Ton- und Mergelstein.
Danach verschwindet der Höllenbach im Untergrund und erreicht die 791 erstmals urkundlich erwähnte Keimzelle Schweinfurts, das damaligen Suuinfurtero marcu am Fuße des Burgbergs Peterstirn. Heute befindet sich hier ein kleines Stadtviertel, das Anfang des 20. Jahrhunderts entstand, das Höllental oder aufgrund des historischen Bezugs Altstadt genannt wird (siehe: Nordöstlicher Stadtteil, Höllental/Altstadt).

Höllental im Jahre 1905
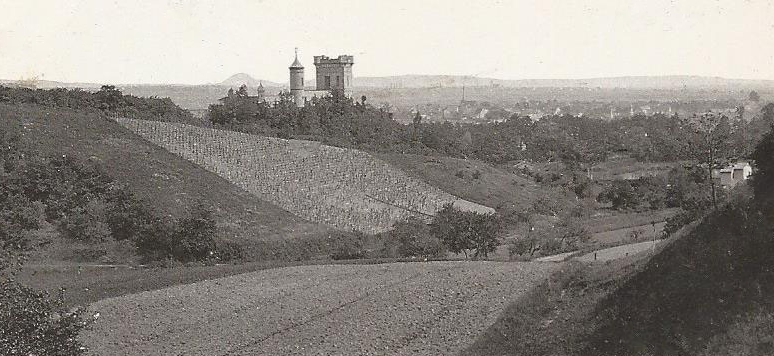
Höllental mit Burgberg Peterstirn und Weinbergen, dahinter Maintal, Schweinfurter Becken und Steigerwald (am Horizont), links mit Zabelstein

Zum Höllental siehe auch: Liste der Geotope in Schweinfurt

### Mündung
Der Höllenbach taucht nach der in diesem Abschnitt zur Staatsstraße St 2447 zurückgestuften B 26 (Mainberger Straße) wieder auf und quert nun die Bahnstrecke Bamberg–Rottendorf. Er mündet unmittelbar danach, etwa bei Strom-km 334, auf einer Höhe von 209 m ü. NHN, von rechts in den aus dem Ostnordosten heranziehenden Main.

## Einstger Weinbau
Auf der östlichen Talseite des Höllentals wurde bis mindestens ins 19. Jahrhundert Weinbau betrieben, auf den einstigen Weinbergen (von Nord nach Süd): Grund, Bramberg, Lettenleite und Schind. Hierfür wurden Süd- und Westhänge des Waldes bis an die bis heute unveränderte Grenze des Stadtgebietes (historische Grenzsteine) gerodet. Heute gibt es Weinberge nur noch an der Mündung des Höllenbaches in den Main, an der Peterstirn (Weinlage: Schweinfurter Peterstirn). Die einstigen Weinberge werden heute vorwiegend von Streuobstwiesen, Gärten und Streubesiedlung eingenommen (siehe obige Karte).

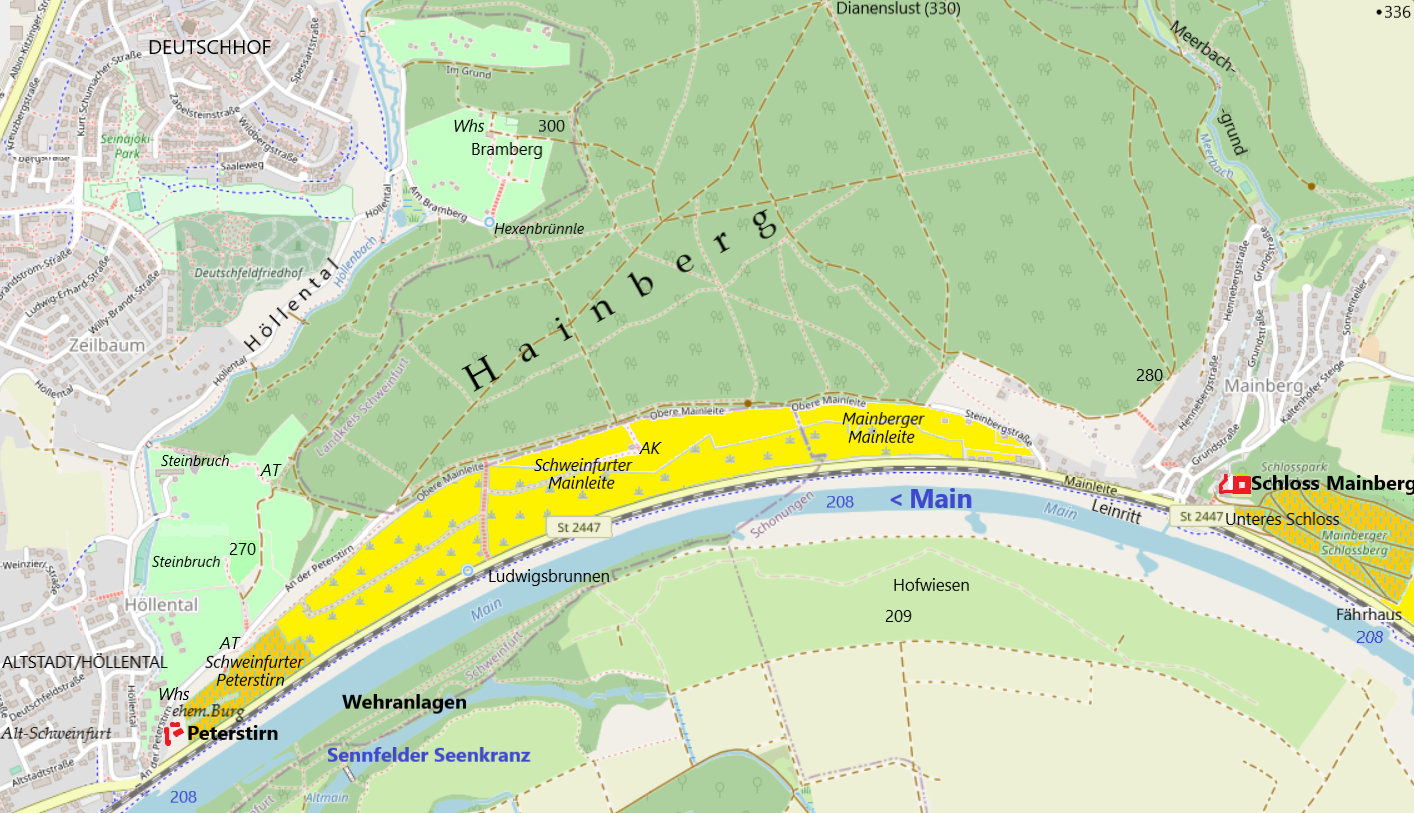
Höllental, Hainberg und Mainleite; hellgrün: Weinberge in historischer Zeit (am Osthang des Höllentals); gelb: Weinberge bis Mitte des 20. Jh.; ocker: heutige Weinberge. AT=Aussichtsturm,  AK=Aussichtskanzel, Whs=Ausflugslokal (Wirtshaus)

Siehe auch: Schweinfurt, Weinbau

## Freizeit und Erholung
Üchtelhäuser Grund und Höllental sind Schweinfurter Naherholungsgebiete. Von der Mainmündung bis nach Üchtelhausen läuft ein Wanderweg, der am Main-Radweg beginnt. Im Weingut auf der Peterstirn werden zweimal jährlich Weinfeste abgehalten. Am Fuß der Peterstirn liegen zwei historische Wirtshäuser. Der Hirschkeller (einstmals: Brückenbräukeller) ist ein größeres, saalbauähnliches  Wirtshaus, das Anfang des 20. Jahrhunderts als Ausflugsgaststätte am Main errichtet wurde. Zur Hölle, mit Biergarten unter großen Kastanien, ist heute ein Restaurant und war früher Ort der traditionellen Altstadt-Kirchweih, die derzeit an der Stadtmauer am Zürch abgehalten wird. Ein Wanderweg führt über die Peterstirn zum Schindturm, einem 1892 vom Rhönklub errichteten Aussichtsturm. Auf dem Bramberg liegt das Almrösl, ebenfalls ein traditionelles Ausflugsziel am Waldrand, mit Spielplatz, Biergarten und Ausblick über die Stadt. (Siehe hierzu auch obige Karte)

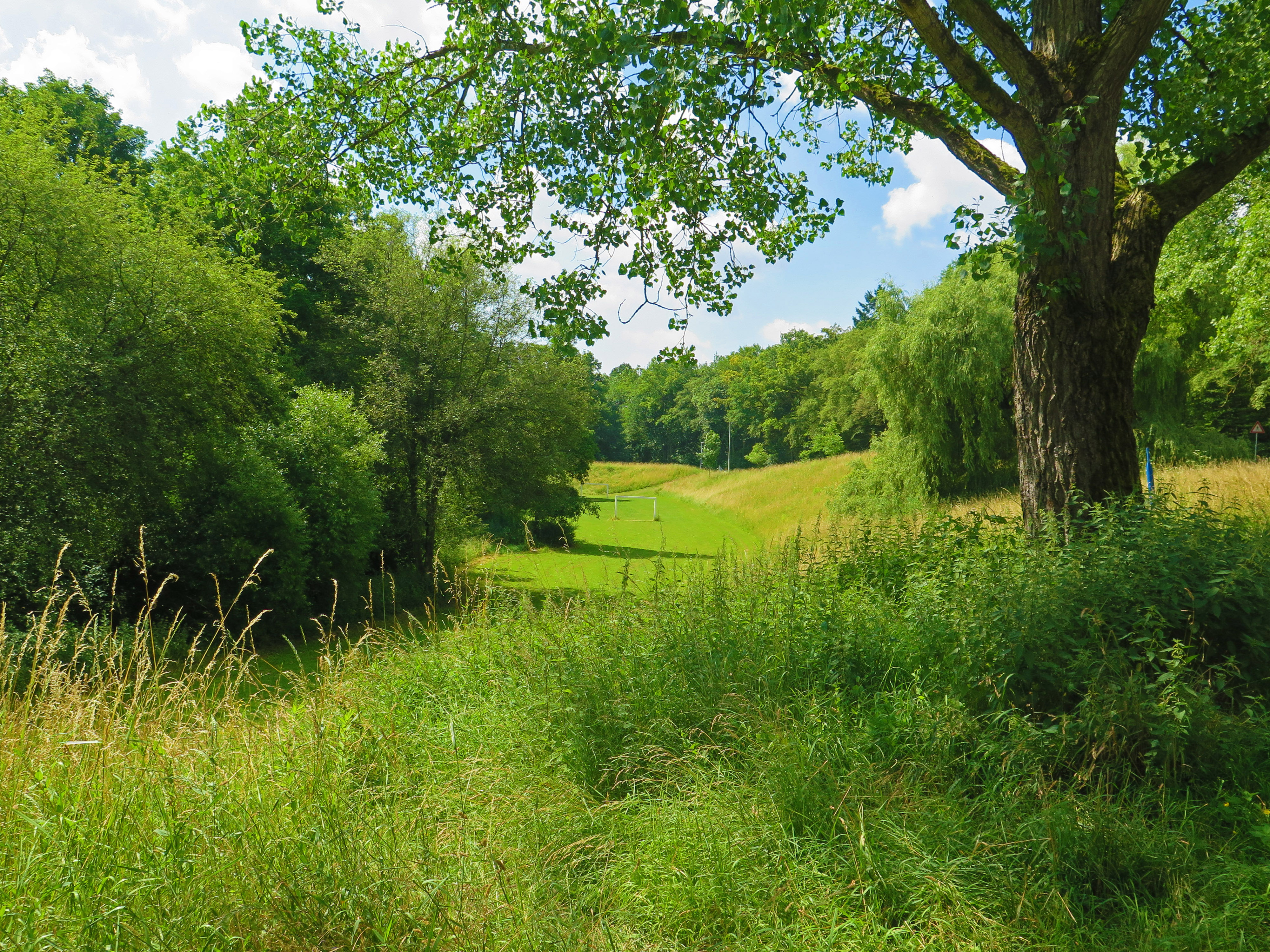
Bolzplatz, nördlich des Gasthauses Zur Hölle
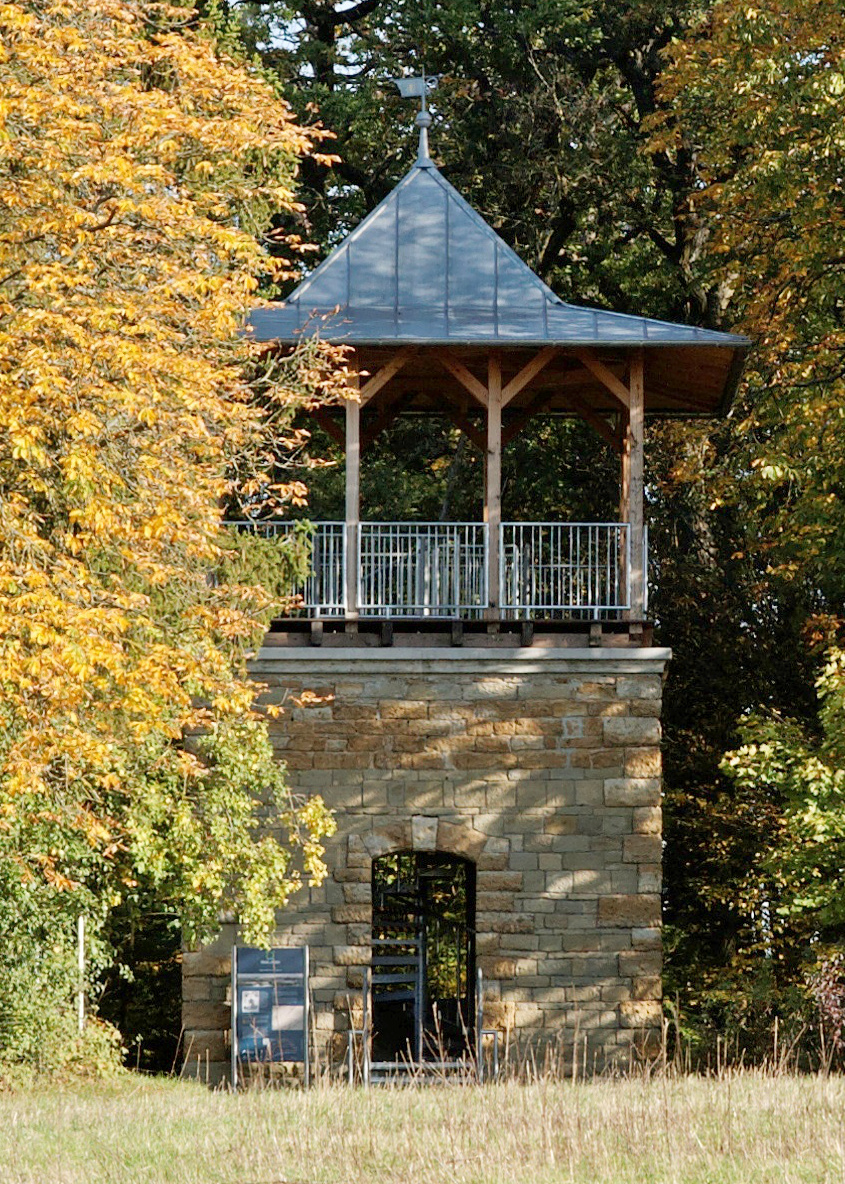
Schindturm, Aussichtsturm über dem Höllental
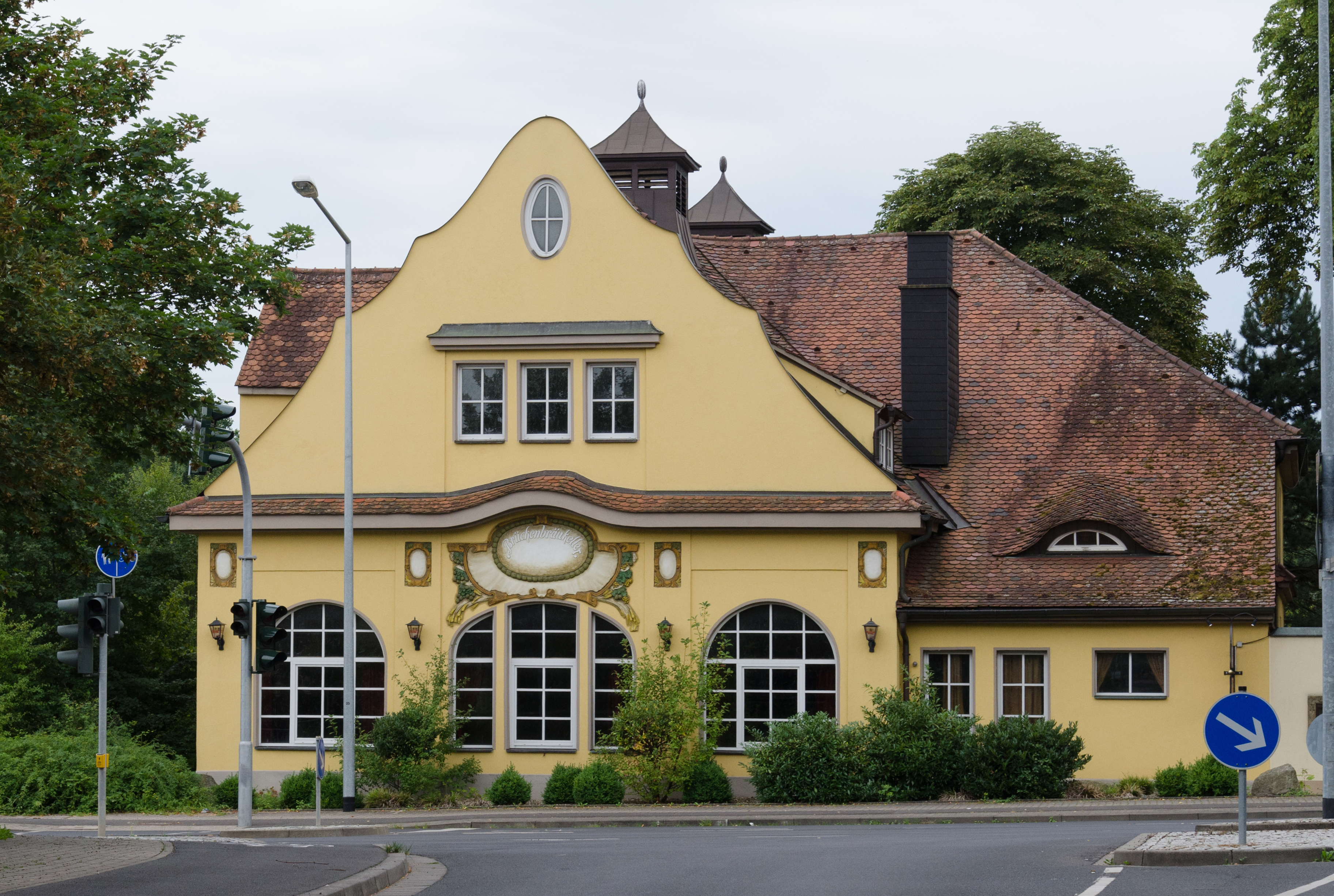
Historisches Ausflugslokal an der Main-Mündung des Höllenbachs, heute: Hirschkeller
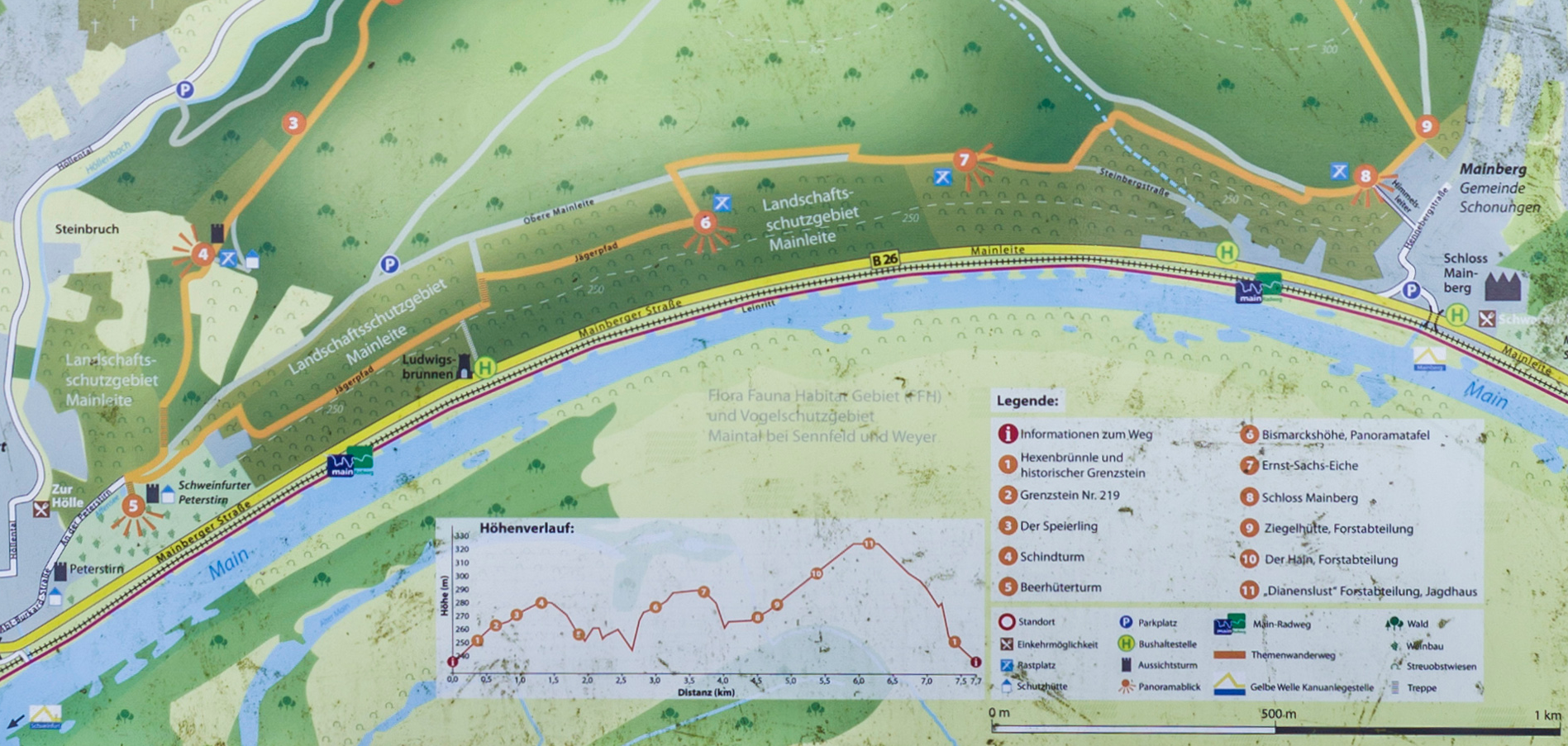
Vorderes Höllental und Mainleite mit Wanderwegen und Aussichtspunkten

## Legenden
Im Höllental hätten sich früher alljährlich in der Walpurgisnacht  die Hexen versammelt und wären dann „hurrdihopp vorbei am Hexenbrünnlein und den Höllenbach aufwärts nach Norden“ gezogen.